# Lobe-Theater

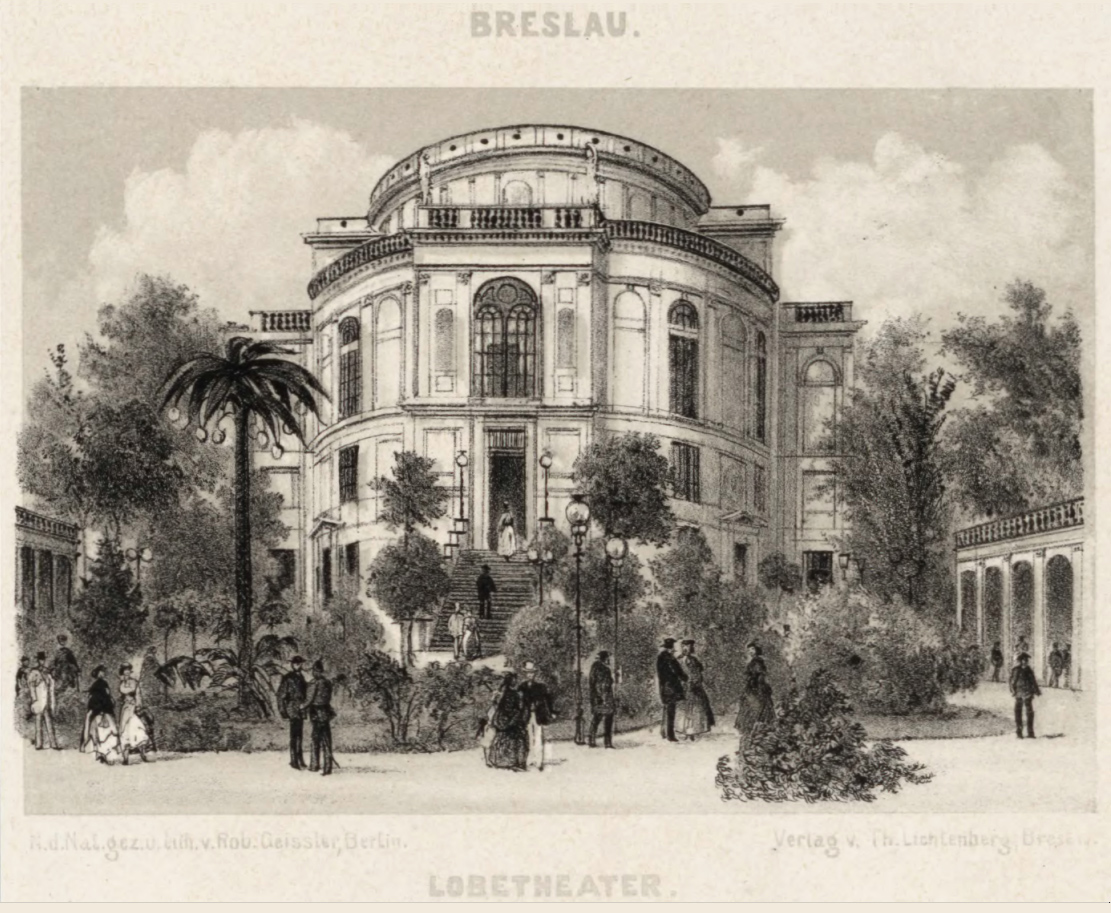
Lobe-Theater, um 1890

Das Lobe-Theater war ein Theater in Breslau von 1869 bis 1935.

## Gebäude
Das Lobe-Theater stand in der Lessingstraße 8 in der Ohlauer Vorstadt in der Nähe der Kirche St. Mauritius. Das Gebäude wurde 1945 zerstört. Jetzt führt dort eine Hochstraße entlang.
Das Gebäude war eines der größten deutschen Theater seiner Zeit. Es war 1869 im Stil der Neorenaissance gebaut und hatte Säulen, Pilaster und Marmorfiguren an den Außenseiten. Anfangs gab es 1096 Sitzplätze, später 1400.

## Geschichte
1869 gründete Theodor Lobe, der Direktor des Stadttheaters, ein neues Theater, dem er seinen Namen gab. Der Architekt war Friedrich Barchewitz. Die Eröffnung fand am 3. August 1869 mit Lessings Minna von Barnhelm statt.
Das Lobe-Theater spielte vor allem Lustspiele und Vaudeville als Unterhaltungstheater. 1871 brannte das Gebäude teilweise aus. 
1872 gab Lobe die Direktion an seinen Stiefvater Josef. 
1874 verkaufte er es an den Berliner Theaterdirektor Theodor Lebrun. Dieser setzte Adolph L'Arronge als Oberregisseur ein. Es wurde weiter vor allem leichte Unterhaltungsstücke geboten. Seit 1878 gab es weitere Besitzer und Intendanten.
1896 übernahm Theodor Loewe das Lobe-Theater zusätzlich zum Stadttheater und weiteren Theatern als Direktor. Er ließ dort nun anspruchsvollere Dramatik aufführen, neben klassischen Theaterstücken auch Werke junger moderner Autoren wie Henrik Ibsen, Gerhart Hauptmann, Arthur Schnitzler und Maxim Gorki, einige davon als deutsche Erstaufführungen.
1911 gab er die Leitung ab. Seit 1921 war Paul Barnay  Direktor, der spätere Stars wie Marlene Dietrich an seine Breslauer Theater holte.
1933 musste er die Leitung wegen seiner jüdischen Herkunft abgeben. 1935 wurde das Lobe-Theater wegen baupolizeilicher Anordnung geschlossen. 1945 wurde es wie viele andere Gebäude der Stadt zerstört.